# Museo celto-romano di Manching

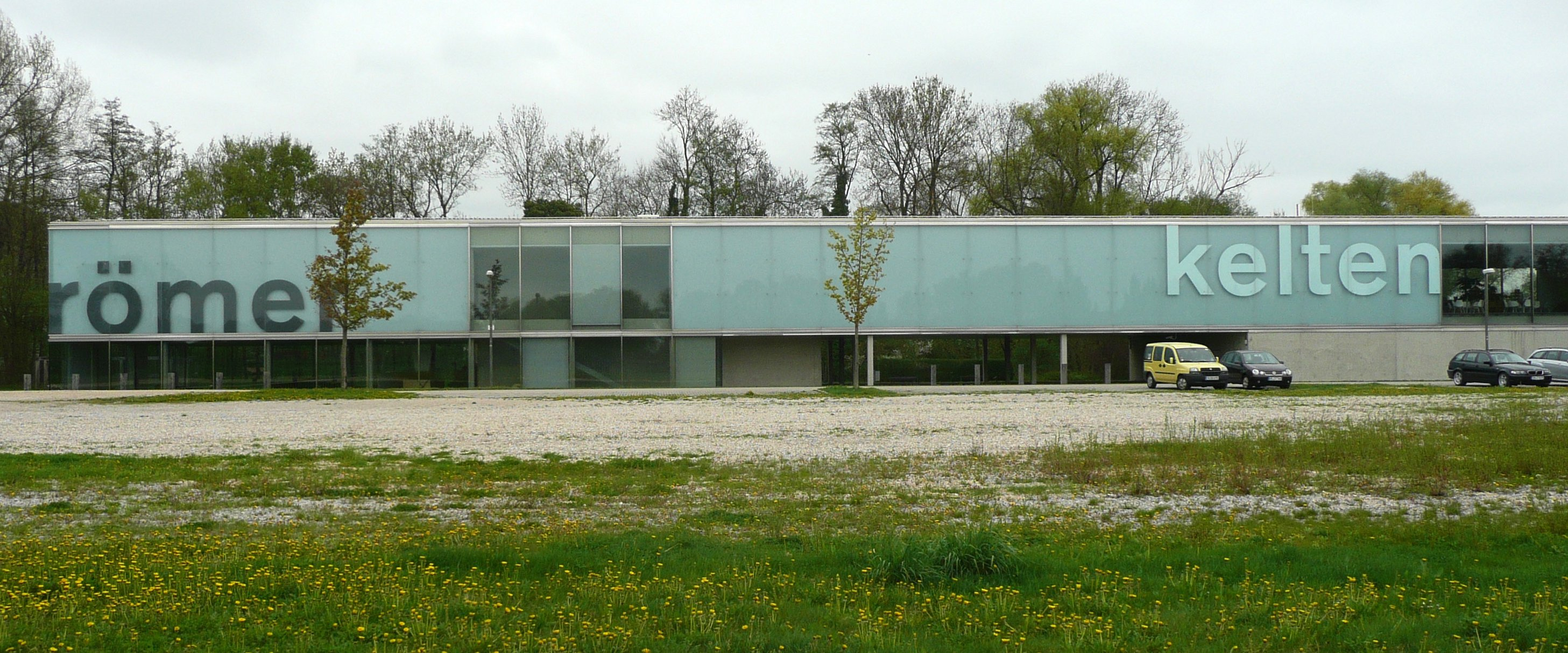
Museo Celto-Romano a Manching, visto da sud, nell'aprile 2013

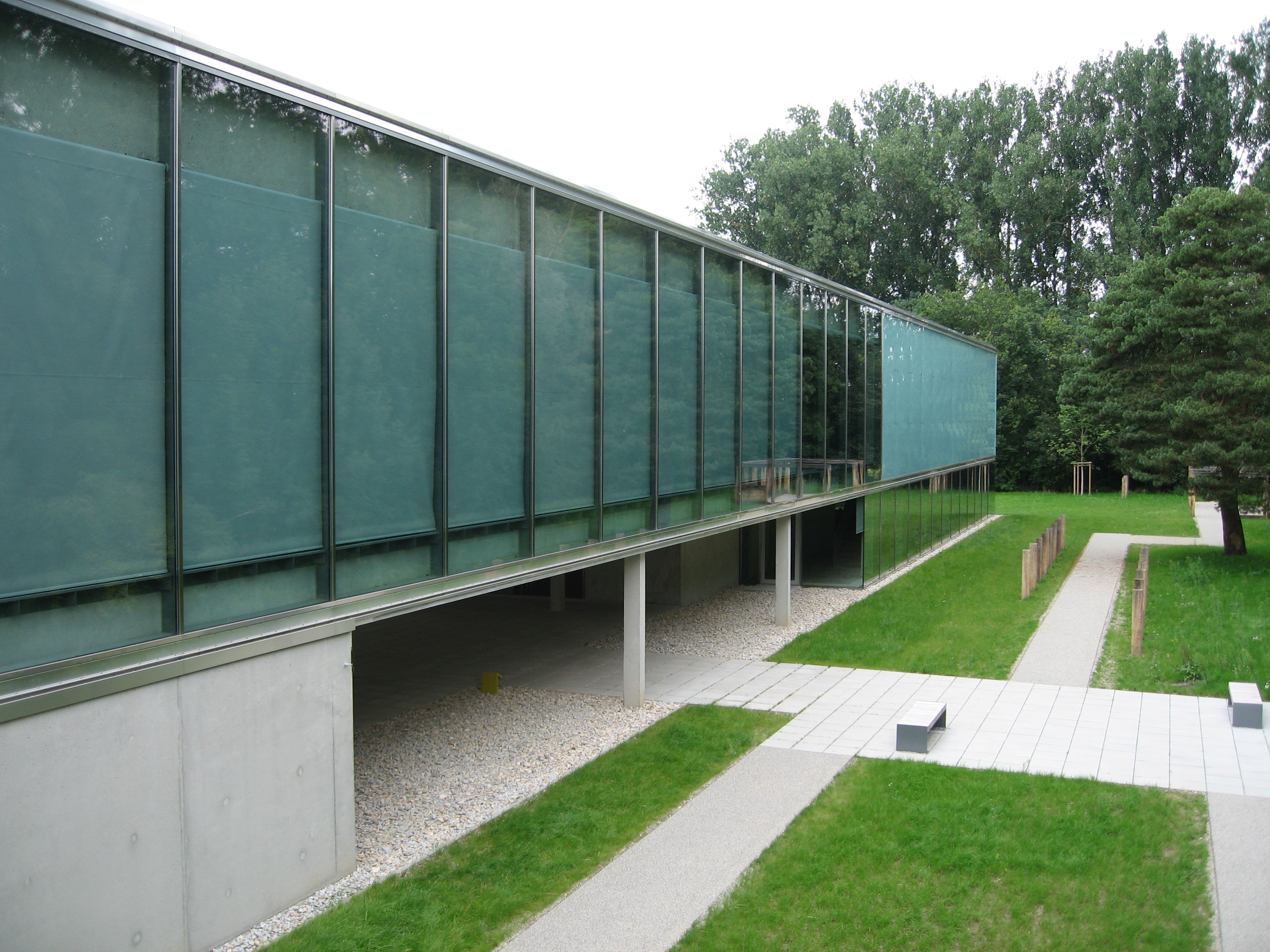
Museo Celtico-Romano a Manching, lato nord, agosto 2006

Il Museo Celto-Romano di Manching (Kelten-Römer-Museum), situato in Alta Baviera, a una decina di chilometri a sud-est di Ingolstadt, è una filiale della Collezione Archeologica Statale di Monaco. È stato aperto il 2 giugno 2006.

## sponsorizzazione e costruzione
Il museo è patrocinato da un insieme di enti i cui membri sono: la città mercato di Manching, il distretto di Pfaffenhofen an der Ilm, il distretto dell'Alta Baviera e il Circolo degli amici celtico-romano.
L'edificio è stato progettato dallo studio Fischer Architects di Monaco e premiato dall'Associazione degli architetti tedeschi. È suddiviso in due parti: l'ala più grande, di 670 m², è occupata dal "Dipartimento Celtico", mentre l' "Esposizione Romana" occupa 510 m².

## Esposizione permanente

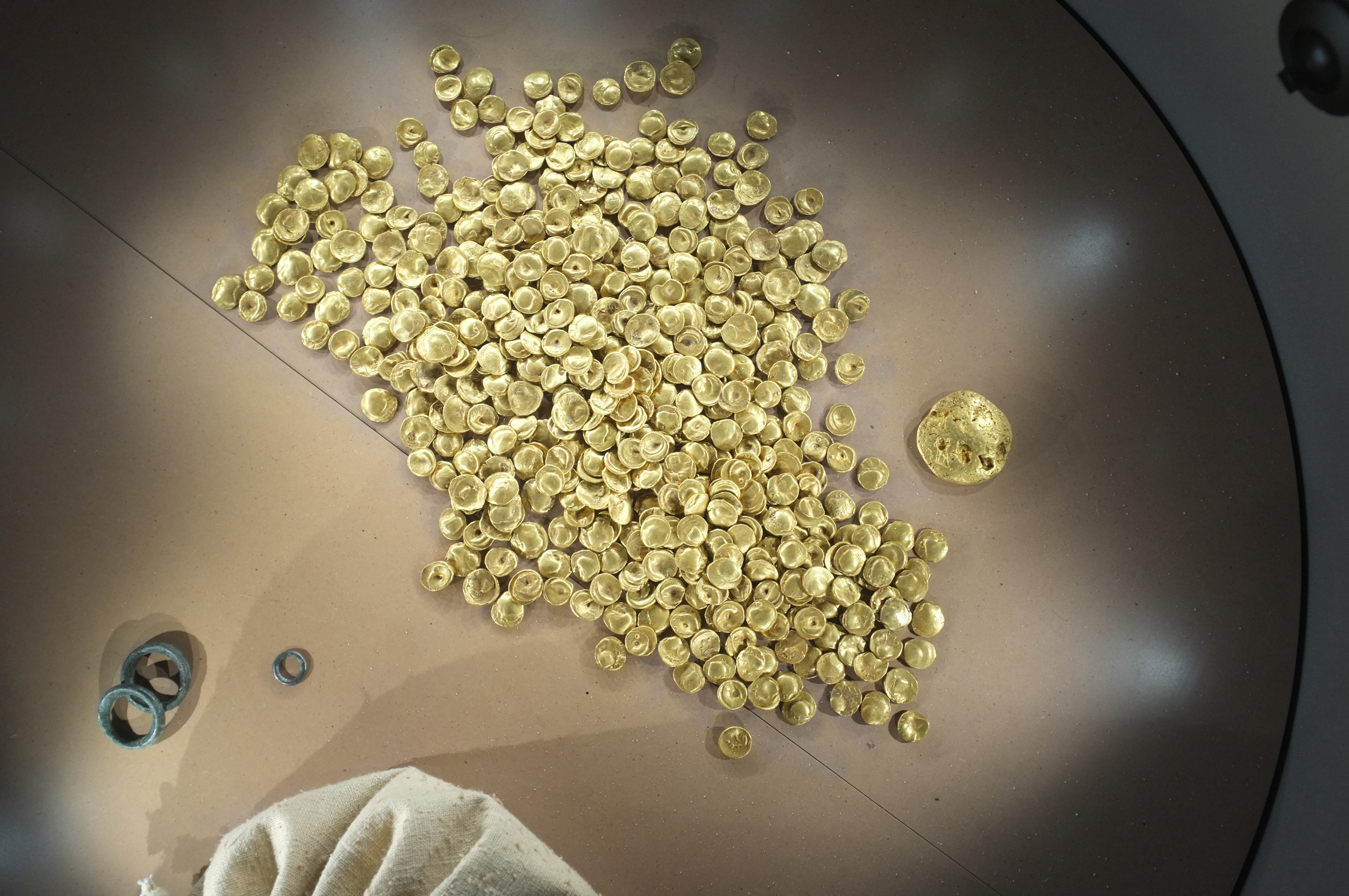
Il tesoro delloppidum di Manching

### Celti
Qui sono esposti reperti e ritrovamenti del vicino oppidum di Manching. 
È di eccezionale importanza il tesoro di monete d'oro scoperto nel 1999, composto da 450 monete d'oro (stati di conchiglia): è infatti il più grande ritrovamento d'oro celtico rinvenuto nel XX secolo.
Molto importante è pure il cosiddetto albero culturale ritrovato nel 1984, una rappresentazione in oro di un ramo intrecciato con foglie, boccioli e frutti risalente al III secolo: è unico al mondo.

### Romani

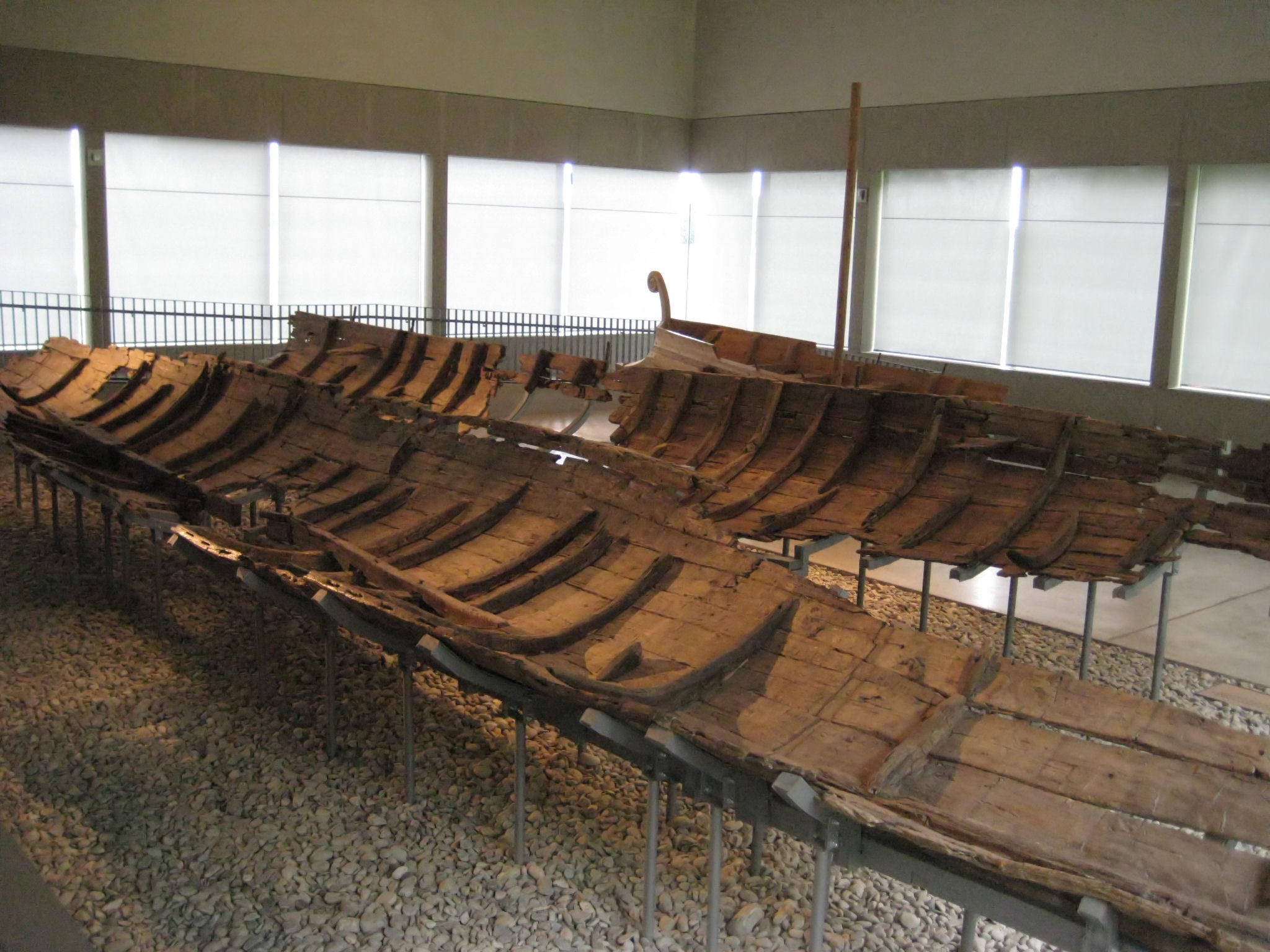
Navi militari romane

Il punto focale del dipartimento sono due navi militari romane lunghe 15 metri risalenti al 100 d.C. circa. I relitti sono stati scoperti nel 1986 in un braccio laterale insabbiato del Danubio nel distretto di Oberstimm di Manching, il Brautlach, vicino all'ex sito del castello di Oberstimm; fu solo nel 1994 che furono recuperati come programmato ed infine restaurati e conservati nel Museo Centrale Romano-Germanico di Magonza. Una replica delle navi lunghe 15 metri, costruita in stile mediterraneo utilizzando la tecnologia maschio e femmina, è stata ricostruita e poi testata in dettaglio dal cantiere navale Jugend work in progress di Amburgo-Harburg. Sono state infine dimostrate una buona manovrabilità e una velocità raggiungibile di circa 14 chilometri orari.

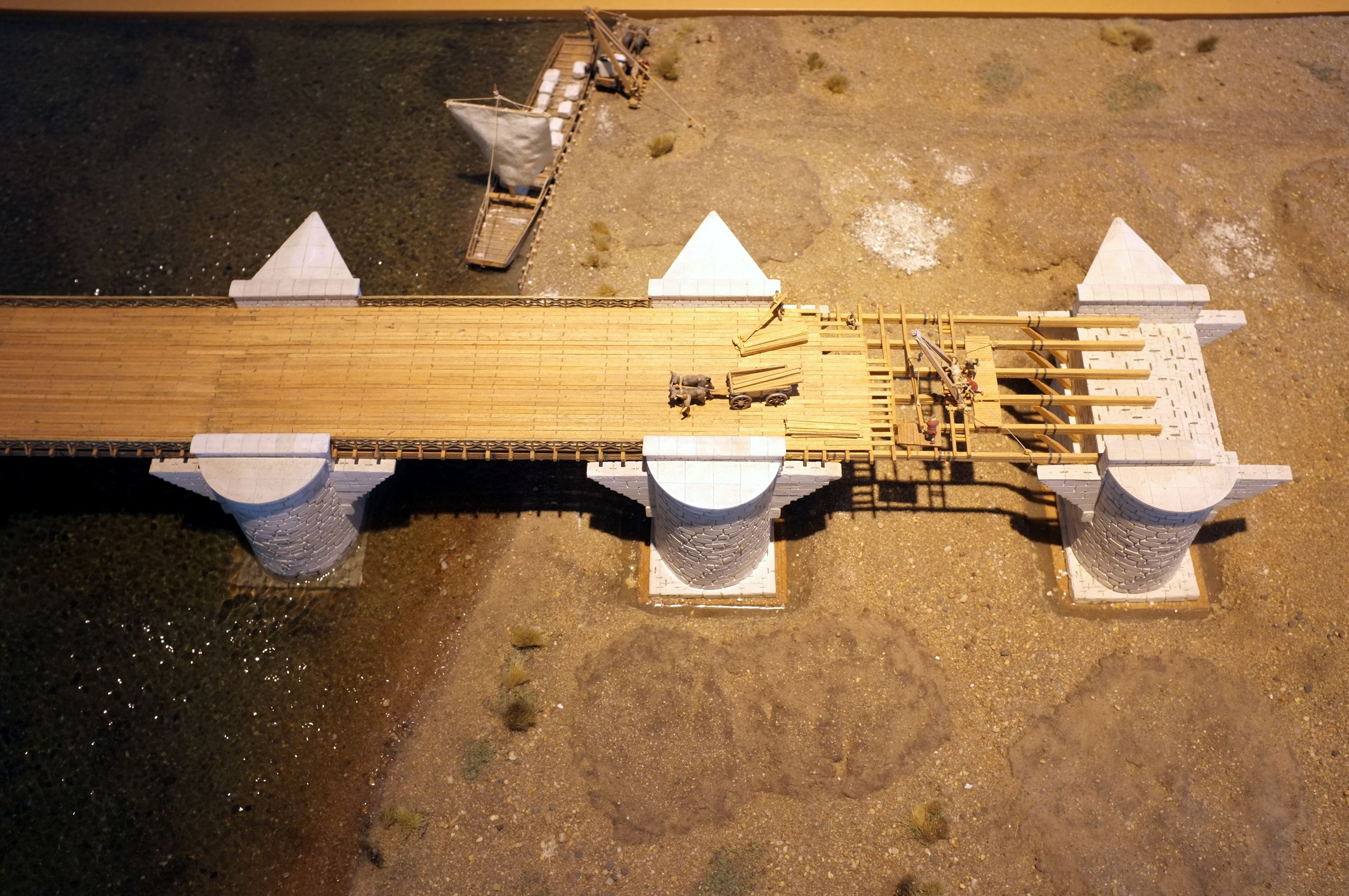
Modello del grande ponte sul Danubio vicino a Steppberg

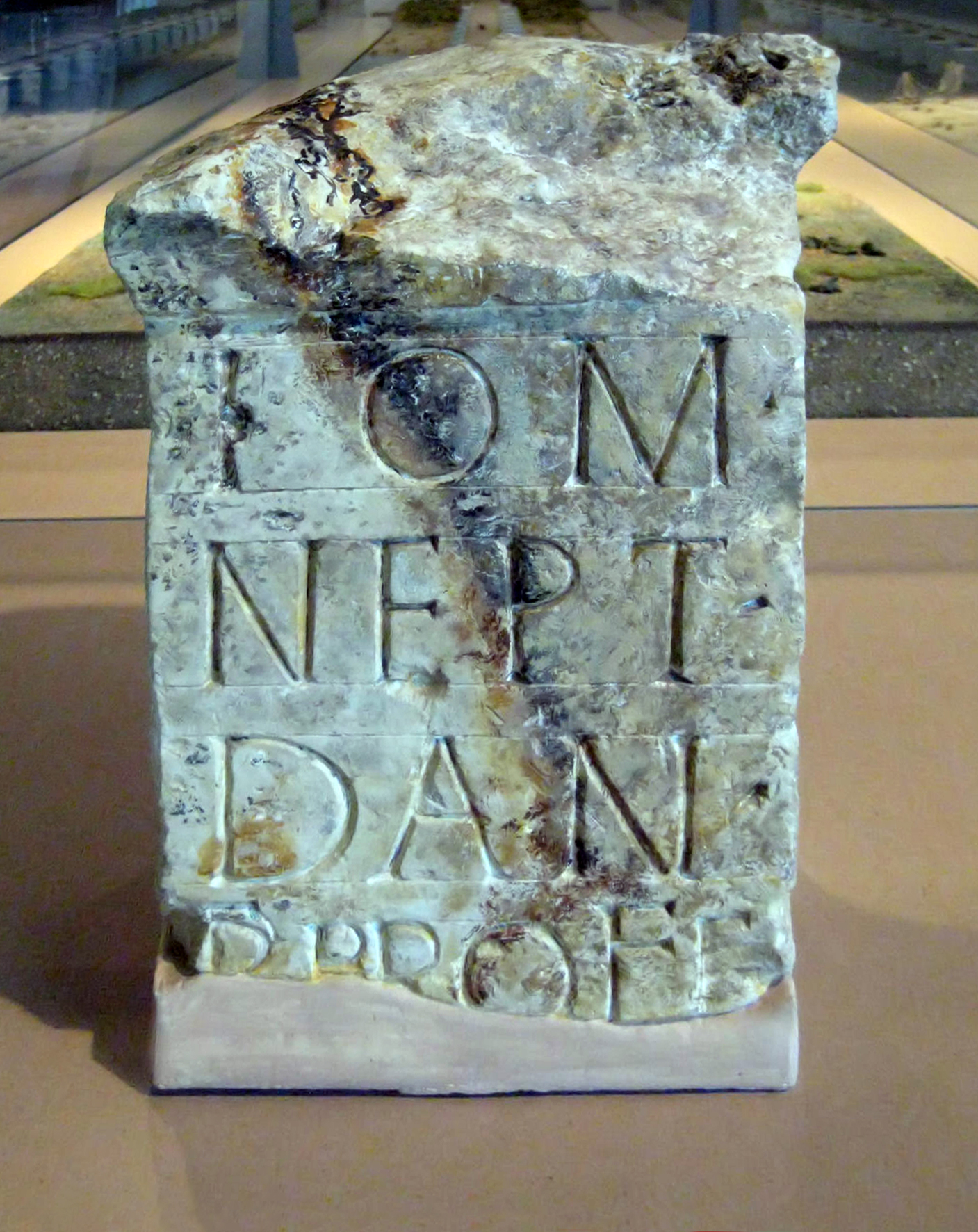
Pietra d'altare dall'estremità nord del ponte sul Danubio vicino a Stepperg

Si può anche vedere un modello del grande ponte sul Danubio vicino a Stepperg, così come altri reperti di epoca romana, principalmente nell'area di Manching.

## Esposizioni temporanee
- Alltag und Pracht – Die Entdeckung der keltischen Frauen (24. November 2007 – 30. März 2008)
- Architektur und Geschichte der Friedenskirche Manching. Gulbranssons Meisterwerk evangelischen Kirchenbaus (29. Juni 2008 – 10. August 2008)
- Rätsel Schnippenburg – Sagenhafte Funde aus der Keltenzeit (1. November 2008 – 19. April 2009)
- Situla – Bilderwelten zwischen Etruskern und Kelten auf antikem Weingeschirr (25. Juli 2009 – 15. November 2009)
- Ursprung der keltischen Archäologie: Die Brücke von La Tène – ein Schauplatz grausamer Menschenopfer? (6. Februar 2010 – 7. November 2010)
- Aenigma – Der rätselhafte Code der Bronzezeit (27. Mai 2011 bis 13. November 2011)
- Roms unbekannte Grenze – Kelten, Daker, Sarmaten und Vandalen im Norden des Karpatenbeckens. Archäologische Kostbarkeiten aus Museen in Rumänien und Ungarn (7. Juli 2012 – 17. Februar 2013)
- Schülerschätze. Kostbarkeiten der Klasse 3c aus Oberstimm (22. März 2013 – 2. Juni 2013)
- Steppenkrieger – Reiternomaden des 7.-14. Jahrhunderts aus der Mongolei (17. Mai 2013 – 17. November 2013)
- Das goldene Antlitz des unbekannten Makedonenkönigs. Makedonen und Kelten am Ohrid-See, ein Zusammenprall der Kulturen? (24. Juli 2014 – 16. November 2014)
- Licht! Lampen und Leuchter der Antike (2. Juli 2016 – 18. Juni 2017)
- Schnappschuss. Zoom Dich in die Römerzeit(16. November 2017 – 8. April 2018)
- Die Bilderwelt der Kelten (5. Juli 2018 – 24. Februar 2019)
- Die Kunst des Zeichnens – David Macaulay & Schyren Gymnasium Pfaffenhofen (27. März 2019 – 21. Juli 2019)

## Direzione
- 2005 – 2017: Wolfgang David
- dal 2018: Tobias Esch